# Eleocharis liouana
Eleocharis liouana là loài thực vật có hoa trong họ Cói. Loài này được Tang & F.T.Wang mô tả khoa học đầu tiên năm 1961.